# Ich bin aus einem verbrannten Dorf …
Ich bin aus einem verbrannten Dorf … (belarussisch Я з вогненнай вёскі… Ja s wohnennaj wjoski…; russisch Я из огненной деревни… Ja is ognennoi derewni…) ist eine 1975 erstmals in Buchform veröffentlichte dokumentarische Sammlung von Erinnerungen an die Zerstörung belarussischer Dörfer durch deutsche Soldaten und an die Partisanen während des Zweiten Weltkriegs (des Großen Vaterländischen Krieges), die von den belarussischen Schriftstellern Ales Adamowitsch, Uladsimir Kalesnik und Janka Bryl gesammelt und zusammengestellt wurde. 2024 erschien sie in deutscher Übersetzung von Thomas Weiler unter dem Titel Feuerdörfer im Aufbau Verlag, die 2025 mit dem Preis der Leipziger Buchmesse/Übersetzung ausgezeichnet wurde.

## Inhalt
Die Geschichte mehrerer solcher niedergebrannten Dörfer wird anhand der zusammengestellten Augenzeugenberichte beschrieben. Das Massaker von Chatyn war von Adamowitsch bereits 1971 in seinem Roman Die Erzählung von Chatyn behandelt worden, der später als Grundlage für das Drehbuch zu dem Film Komm und sieh (russisch Иди и смотри / Idi i smotri; „Geh und sieh“) diente. Die Aufgabe dieser sich als eigenes Genre verstehenden „dokumentarischen Literatur“ bestand für Adamowitsch darin, dem Volksgedächtnis (narodnaja pamjat) selbst, das Wort (genauer – das Mikrofon) zu geben […].
Das Buch enthält ausschließlich Zeugnisse von Menschen, die die Tragödie der Zerstörung ihres Dorfes und die Ermordung ihrer Verwandten und Mitbewohner persönlich erlebt haben. Um Zeitzeugen zu befragen, bereisten die Autoren 147 Dörfer in 35 Bezirken der BSSR mit einem Tonbandgerät und zeichneten in den Jahren 1970–1973 die Erinnerungen von mehr als 300 direkt an den Ereignissen Beteiligten auf.
Aus Zensurgründen konnten die Verfasser eine große Anzahl von Zeugenaussagen, die der sowjetischen Führung missfielen, nicht aufnehmen. (→Zensur in der Sowjetunion)
Das Buch markierte den Beginn des belarussischen Genres der fiktional-dokumentarischen Literatur über den Krieg, es beeinflusste den russischen Filmregisseur Elem Klimow bei der Gestaltung des Films Komm und sieh und hatte einen tiefgreifenden Einfluss auf Swetlana Alexijewitschs Schreiben.

## Ausgaben, Übersetzungen und Adaptionen
Das Buch erschien 1975 auf Belarussisch (im staatlichen Belletristik-Verlag Mastazkaja litaratura) und 1977 in russischer Sprache, übersetzt von Dmitri Kowaljow (1991 in Moskau in Sowetski pisatel nachgedruckt). 1978 wurde das Buch ins Polnische übersetzt. 1978, 1983, 2001 und 2022 wurde das Buch in belarussischer Sprache erneut herausgegeben. Die deutsche Übersetzung von Thomas Weiler erschien 2024 im Aufbau Verlag unter dem Titel Feuerdörfer. Wehrmachtsverbrechen in Belarus – Zeitzeugen berichten, außerdem ein Arbeitsjournal des Übersetzers.
Auf der Grundlage des Buches wurde in den Jahren 1975–1978  Dokumentarfilme gedreht, einer mit einem gemeinsamen Drehbuch von Wiktor Daschuk und Ales Adamowitsch.